# Phare de Cromarty
Le phare de Cromarty (en gaélique écossais : Crombagh) était un phare actif qui se trouve à Cromarty (Ross and Cromarty), dans le comté des Highland à l'ouest de l'Écosse. Il marquait l'entrée sud du Cromarty Firth.
Ce phare était géré par le Northern Lighthouse Board (NLB) à Édimbourg,l'organisation de l'aide maritime des côtes de l'Écosse.

## Histoire
En 1842, le NLB a accordé la construction d'un phare à Cromarty, à l'extrémité nord-est de la péninsule de Black Isle, pour guider les navires depuis le Moray Firth jusqu'au Cromarty Firth. Il a été conçu par l'ingénieur civil écossais Alan Stevenson. C'est une tour ronde en maçonnerie blanche de 13 m de haut, avec galerie ocre et lanterne à dôme noir.
Depuis 1990 la maison du gardien et des dépendances sont occupées par une station de recherche écologique de l'Université d'Aberdeen. Les bâtiments leur appartiennent définitivement depuis 2009.
Le phare est inactif depuis le 28 février 2006. Le site est ouvert pendant les heures ouvrables de la station de recherche, mais le phare ne se visite pas.
Identifiant : ARLHS : SCO-056 - Amirauté : A3490 - NGA : 2940.

### Lien connexe
- Liste des phares en Écosse